# Giorgio Francia
Giorgio Francia (Bolonia, 8 de noviembre de 1947) es un expiloto de automovilismo italiano. Disputó dos Grandes Premios de Fórmula 1 en 1977 y 1981, sin lograr clasificar en ninguno.

## Carrera
Su carrera deportiva comenzó en los karts, antes de pasar en 1972 a Fórmula Ford Italiana (subcampeón) y Fórmula Italia (campeón). Ascendió a Fórmula 3 en 1973, ganando al año posterior en campeonato alemán. Llegó a Fórmula 2 Europea y finalizó octavo su campeonato debut.  En 1977 entró al equipo Osella para correr en resistencia; entre otras carreras, fue parte de las 24 Horas de Spa-Francorchamps y terminó en cuarto lugar. 
Ingresó como tercer piloto al equipo Brabham para competir en el Gran Premio de Italia de 1977. Quedó último en la clasificación, sin poder ser parte de la carrera. Al año siguiente compitió en Interserie, en el Campeonato Mundial de Sport Prototipos y en el Campeonato Europeo de Turismos (con una victoria en esta última).
Nuevamente participó en un GP de Fórmula 1, esta vez el de España 1981 con Osella, quedando otra vez último en la clasificación y fuera de la largada.
En los siguientes años, dejó las carreras de larga duración y los monoplazas para competir casi exclusivamente en campeonatos de turismos, con Alfa Romeo. Entre otros logros, finalizó segundo en Superturismos Italiano en 1992, atrás de Nicola Larini.
Se retiró del deporte en 2001, con una segunda posición en las 24 Horas de Sicilia.

## Resultados

### Fórmula 1
(Clave) (negrita indica pole position) (cursiva indica vuelta rápida)

| Año         | Escudería            | 1   | 2   | 3   | 4   | 5   | 6   | 7       | 8   | 9   | 10  | 11  | 12  | 13  | 14      | 15  | 16  | 17  | Pos. | Puntos |
| ----------- | -------------------- | --- | --- | --- | --- | --- | --- | ------- | --- | --- | --- | --- | --- | --- | ------- | --- | --- | --- | ---- | ------ |
| 1977        | Martini Racing       | ARG | BRA | RSA | USW | ESP | MON | BEL     | SWE | FRA | GBR | GER | AUT | NED | ITA DNQ | USA | CAN | JPN | NC   | 0      |
| 1981        | Osella Squadra Corse | USW | BRA | ARG | SMR | BEL | MON | ESP DNQ | FRA | GBR | GER | AUT | NED | ITA | CAN     | LVG |     |     | NC   | 0      |
| Referencia: |                      |     |     |     |     |     |     |         |     |     |     |     |     |     |         |     |     |     |      |        |